# Homoneura opposita
Homoneura opposita är en tvåvingeart som beskrevs av Malloch 1927. Homoneura opposita ingår i släktet Homoneura och familjen lövflugor. Inga underarter finns listade i Catalogue of Life.